# Withania somnifera

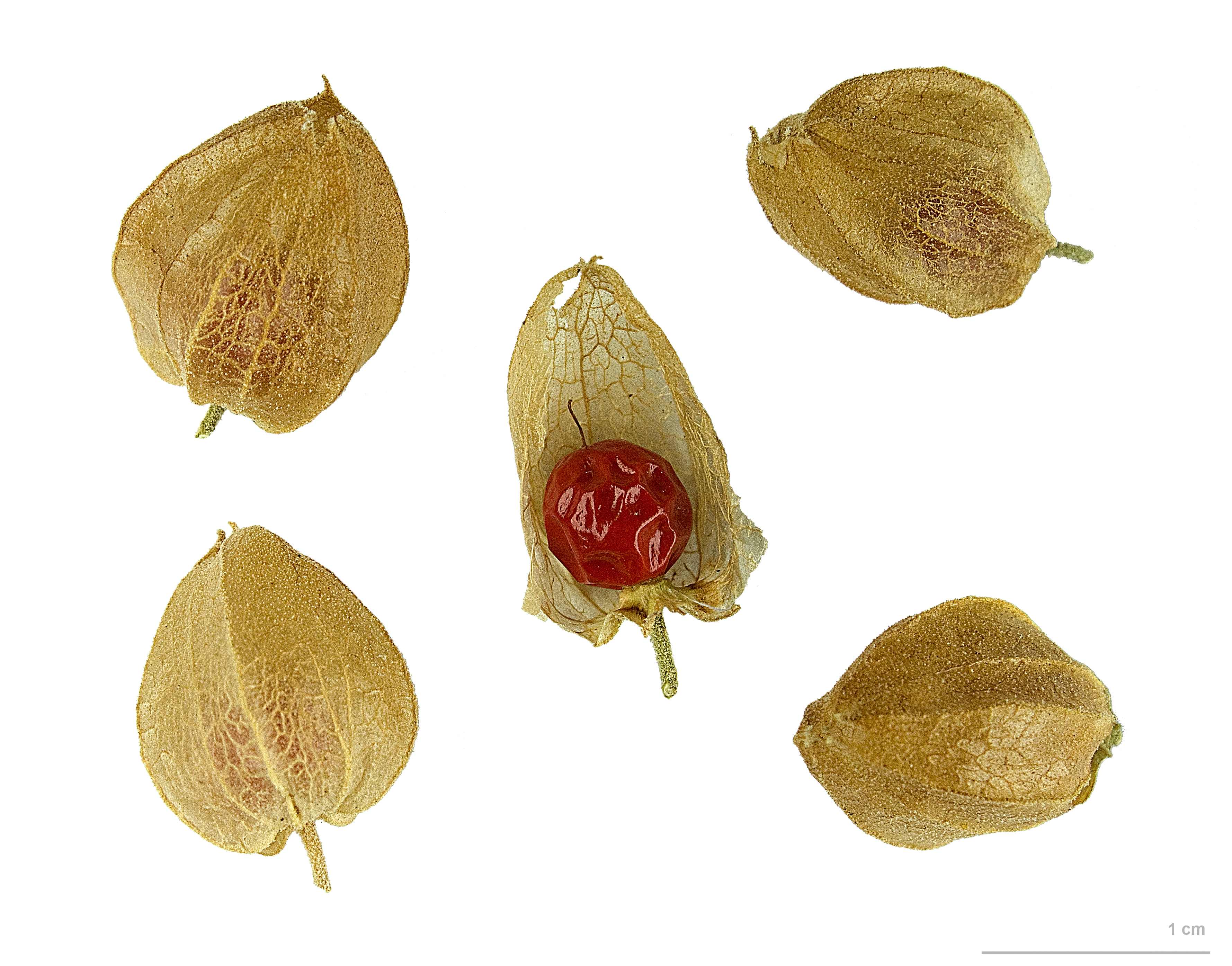
Withania somnifera

L'ashwagandha (Withania somnifera (L.) Dunal, 1852), anche nota come ginseng indiano, ciliegia d'inverno, uva spina velenosa, è un arbusto sempreverde della famiglia delle Solanacee.
La pianta, in particolare gli estratti ottenuti dalle radici, è utilizzata da secoli nella medicina tradizionale indiana e negli ultimi anni sta conoscendo una notevole diffusione anche nel resto del mondo come integratore per coadiuvare il trattamento di varie condizioni. Benché le sue proprietà siano riconosciute da molti studi, al momento però non ci sono prove scientifiche sufficienti per raccomandare il trattamento con W. somnifera per alcuna patologia.
Il nome tradizionale ashwagandha deriva dalla combinazione delle parole sanscrite "ashva", che significa cavallo, e "gandha", che significa odore, a testimonianza del fatto che la radice ha un forte odore di cavallo e che secondo la medicina tradizionale infonda la forza e la virilità di un cavallo. Il somnifera del nome latino moderno sottolinea le sue proprietà sul sonno.

## Descrizione
Questa specie è un arbusto corto erbaceo, legnoso alla base, alto 35–75 cm anche se può raggiungere una altezza massima di 170 cm. I rami tomentosi si estendono a raggiera da un fusto centrale. Le foglie sono di colore verde opaco, di forma ellittica, lunghe in genere fino a 10–12 cm. Come il pomodoro, i fiori sono verde-gialli e il colore dei frutti può variare dal giallo-arancio al rosso a seconda dello stadio di maturazione. La pianta è ricoperta di piccoli peli che gli conferiscono un riflesso grigio-ceruleo.

## Distribuzione e habitat
Withania somnifera è nativa del bacino del Mediterraneo, dell'Africa orientale e dell'Asia sud-occidentale sino all'India. In Italia è diffusa in Sicilia e Sardegna.
Predilige terreni sassosi e asciutti, da sole a ombra parziale.

## Fitochimica
L'ashwagandha contiene circa 80 composti bioattivi, soprattutto nelle sue radici, in particolare flavonoidi, glicosidi, steroidi e lattoni steroidei e in minor quantità, saponine e alcuni alcaloidi come la witanina, la witaninina, la witasomnina (quest'ultima favorirebbe la regolarità del sonno), miste a tracce di nicotina e scopoletina. Tra i lattoni steroidei vi sono i witanolidi, come la Withaferina A e il withanone, considerati i responsabili della maggior parte degli effetti terapeutici ma anche collaterali della pianta. Contiene anche elevate quantità di ferro che però essendo in forma "non eme" non ha particolari proprietà anti-anemiche.

## Usi terapeutici
Del genere Withania sono state distinte ben 23 specie diverse, di cui però solo Withania somnifera è considerata possedere proprietà medicamentose.
È un'erba medicinale molto apprezzata nella medicina Ayurveddica, dove è classificata come rasayana, il che suggerisce che ha la capacità di influenzare la salute, il benessere e la vitalità ma anche come bhalya (aumenta la forza) e vajikara (afrodisiaco). In termini moderni è definita un tonico-adattogeno cioè in grado di migliorare la risposta del corpo allo stress psicofisico.
Si ritiene che molti degli effetti terapeutici degli estratti di Ashwagandha siano dovuti alla loro capacità di influenzare l'asse ipotalamo-ipofisi-surrene (HPA), in particolare attraverso la riduzione del cortisolo (il così detto ormone dello stress) e la modulazione di ormoni corticosteroidi e neuroendocrini. Gli studi hanno rilevato effetti positivi su ansia e depressione, peso corporeo, fertilità e funzione sessuale, qualità del sonno, sistema immunitario e cardiovascolare, capacità cognitive e performance fisiche specie nel contesto di stress psicofisico. Tuttavia le proprietà terapeutiche dipendono dal tipo di estratto e dal suo titolo: le diverse procedure di lavorazione portano infatti ad ottenere estratti con una diversa combinazione e concentrazione di principi attivi che quindi determinano effetti terapeutici differenti. Per questo negli studi clinici vengono generalmente utilizzati estratti titolati e standardizzati (ad esempio del tipo KSM-66, Shoden e Sensoril) per rendere quanto più replicabili i risultati terapeutici.

### Effetti collaterali
L'ashwagandha sembra essere ben tollerata anche se non sono state ancora pubblicate ricerche definitive per confermarne la sicurezza nei trattamento a lungo termine e in tutte le classi di pazienti, specie quelli sottoposti contemporaneamente ad altri trattamenti farmacologici.
Alcuni case report hanno suggerito che durante l'uso di integratori a base di estratti di Ashwagandha potrebbero verificarsi eruzioni cutanee, variazione degli ormoni della tiroide, sedazione, apatia. Alcuni case report hanno indicato rari eventi di tossicità epatica, evenienza mai confermata nel corso di trial clinici. Gli studi in vitro, sembrano suggerire che la tossicità epatica possa essere almeno in parte legata al withanone (un tipo di withanolide presente nell'ashwagandha) che può avere effetti tossici nel contesto di bassi livelli dell'antiossidante cellulare glutatione (GSH), un antiossidante coinvolto nei meccanismi di protezione del fegato dalle tossine. Un altro Withanone potenzialmente legato ad effetti collaterali è la Withaferina A, presente solo nelle foglie ma non nelle radici, anche se sembra possedere una azione anti-tumorale.